# 박희옥
박희옥(朴禧沃, 1892년 5월 12일 ~ 1954년 6월 3일)은 일제강점기의 전라북도 지역 지주이며 조선총독부 중추원 참의를 지냈다.

## 생애
전북 남원군 출신이다. 전주삼남학당을 수료하고 남원과 운봉읍을 중심으로 전북 지역의 유력자로 활동했다. 학교와 교량건설에 기부를 하는 등 재산을 이용한 사회사업으로 많은 표창을 받았고, 제국재향군인회 남원지회 특별회원, 일본적십자사 특별회원, 군수 자문을 위한 남원군참사 등을 지냈다.
남원군 위생조합장, 남원군 금융조합장, 부산생일주식회사 취체역, 전주삼남은행 취체역을 역임했으며, 전라북도 평의원 회원도 지냈다. 1933년 중추원 참의직에 임명된 뒤 한 차례 연임했다. 농사에 전념하고 집안을 잘 다스리는 중후한 성품의 덕망가라는 인물평이 남아 있다.
1930년대 중반 최린이 결성한 천도교 신파의 시중회에서 평의원을 지냈고, 1941년 태평양 전쟁 지원을 목적으로 결성된 조선임전보국단에서는 전북 발기인을 맡았다.
박희옥은 "운봉 박부자"로 불릴 만큼 만석꾼으로 유명한 인물이었는데, 판소리에 관심이 있어 전국의 명창들을 불러모아 소리를 감상하고 재정적으로 지원해주었다. 따라서 판소리계에서는 박희옥이 국악 발전에 공이 컸다는 구전이 있으나 개인적인 차원의 후원이었기 때문에 공식 기록은 남지 않았다.
2002년 발표된 친일파 708인 명단의 중추원 부문과 2008년에 민족문제연구소가 공개한 친일인명사전 수록예정자 명단의 중추원 부문에 포함되었으며 2009년 친일반민족행위진상규명위원회가 발표한 친일반민족행위 705인 명단에도 포함되었다.

## 같이 보기
- 조선총독부 중추원
- 시중회
- 조선임전보국단

## 참고자료
- 박희옥(朴禧沃) - 국사편찬위원회